# 2 Dywizja Grenadierów (Imperium Rosyjskie)

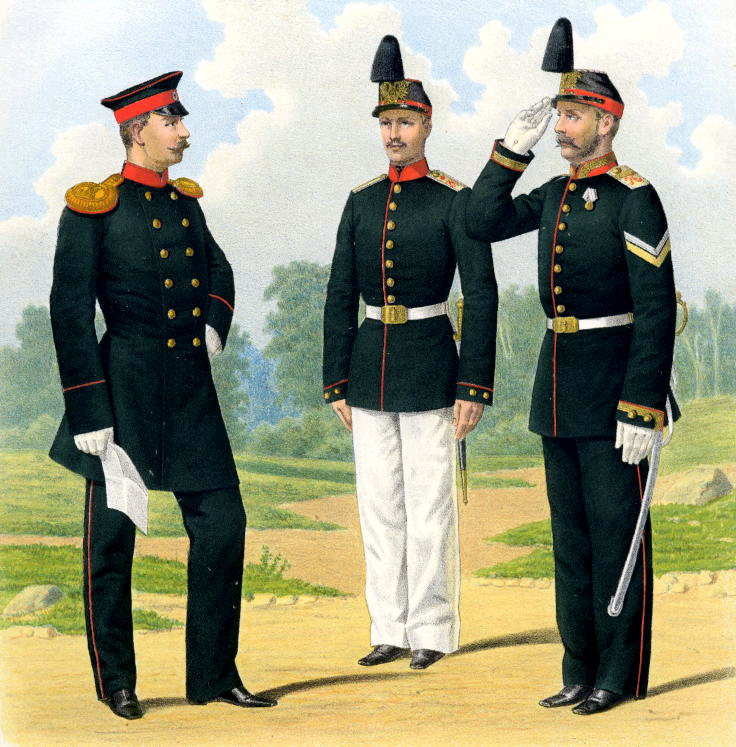
Żołnierze 2. i 3 DGren.

2 Dywizja Grenadierów (ros. 2-я гренадерская дивизия) – związek taktyczny piechoty armii Imperium Rosyjskiego.
Dowództwo stacjonowało w Moskwie.

## Struktura organizacyjna
Organizacja w 1914
- 1 Brygada Grenadierów (Moskwa)
  - 5 Kijowski pułk grenadierów
  - 6 Taurydzki pułk grenadierów
- 2 Brygada Grenadierów (Moskwa)
  - 7 Samogidzki pułk grenadierów
  - 8 Moskiewski pułk grenadierów
- 2 Grenadierska Brygada Artylerii